# Leopold von Sonnleithner
Leopold Sonnleithner, från 1828 Leopold Edler von Sonnleithner, född 15 november 1797 i Wien, död 3 mars 1873, var en österrikisk jurist, vän till Franz Schubert och en välbekant person i Wiens musikliv.
Sonnleithner var medlem av Gesellschaft der Musikfreunde in Wien och en engagerad musiksamlare. Han var mecenat för Beethoven och Schubert och dramatikern Franz Grillparzer. Hans samling av samtida musik finns ännu bevarad i biblioteket hos Gesellschaft der Musikfreunde.